# Psittacanthus amazonicus
Psittacanthus amazonicus là một loài thực vật có hoa trong họ Loranthaceae. Loài này được (Ule) Kuijt miêu tả khoa học đầu tiên năm 1983.